# Ulug-hemi járás

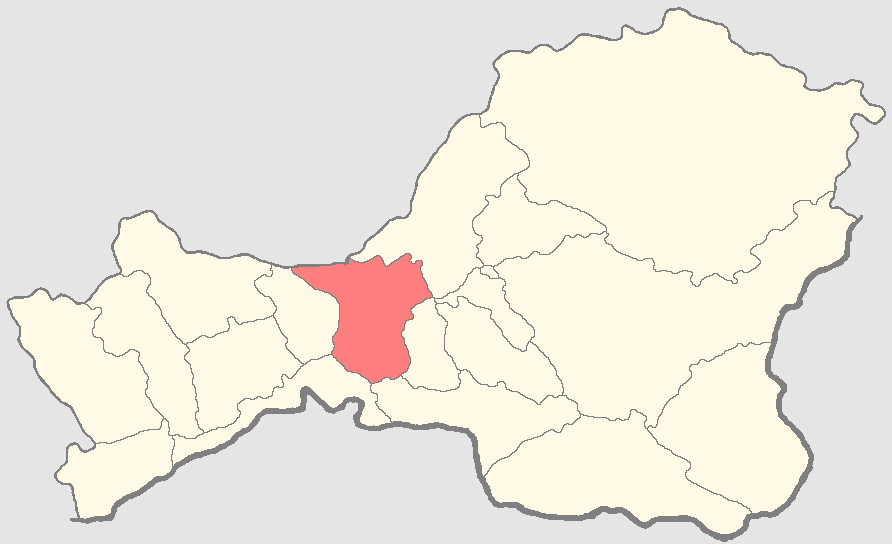
Az Ulug-hemi járás a Tuva Köztársaságban

AzUlug-hemi járás (oroszul Улуг-Хемский кожуун Тувы, tuvai nyelven Улуг-Хем кожуун) Oroszország egyik járása a Tuvai Köztársaságban. Székhelye Sagonar.

## Népesség
- 2002-ben 19 461 lakosa volt.
- 2010-ben 19 268 lakosa volt.